# Tony Wroten
Tony Wroten, né le 13 avril 1993, à Seattle, dans l'État de Washington, est un joueur américain de basket-ball. Il évolue au poste d'arrière.

## Biographie
Tony Wroten est drafté par les Grizzlies de Memphis en vingt-cinquième position du premier tour de la draft 2012 de la NBA. Durant sa saison de rookie, il est envoyé plusieurs fois dans l'équipe des Bighorns de Reno en NBA Development League. Pour cette première saison, il dispute trente-cinq rencontres avec les Grizzlies, pour des moyennes de 2,6 points, 0,8 rebond et 1,2 passe en 7 minutes 8, sa meilleure performance dans la statistique des points étant de 11 points contre les Nets de Brooklyn. En 11 matches en NBDL, ses statistiques sont de 17 points, 2,6 rebonds et 3,6 passes en 26 minutes 5.
En novembre 2013, il est titulaire pour la première fois dans un match NBA et réussit son premier triple double (18 points, 11 passes décisives et 10 rebonds) dans une victoire en prolongation contre les Rockets de Houston.
Au début du mois de mars 2016, il signe un contrat sur plusieurs années avec les Knicks de New York, toujours blessé il n'évolue cependant pas sous le maillot des Knicks durant cette saison. Fin juin, lors de l'annonce de l'arrivée de Derrick Rose dans le club, il est finalement coupé sans avoir disputé le moindre match.
En février 2021, Wroten s'engage avec l'Élan béarnais, club français de première division, jusqu'à la fin de la saison en cours. Ses performances sont décevantes et il est licencié en mars.

## Records en NBA
Les records personnels de Tony Wroten, officiellement recensés par la NBA sont les suivants :
| Type de statistique        | Saison régulière | Saison régulière        | Saison régulière | Playoffs | Playoffs                  | Playoffs      |
| Type de statistique        | Record           | Adversaire              | Date             | Record   | Adversaire                | Date          |
| -------------------------- | ---------------- | ----------------------- | ---------------- | -------- | ------------------------- | ------------- |
| Points                     | 31               | Bulls de Chicago        | 7 novembre 2014  | 4        | @ Clippers de Los Angeles | 20 avril 2013 |
| Paniers marqués            | 12               | Jazz de l'Utah          | 8 mars 2014      | 1        | 2 fois                    |               |
| Paniers tentés             | 27               | Bulls de Chicago        | 7 novembre 2014  | 4        | @ Spurs de San Antonio    | 21 mai 2013   |
| Paniers à 3 points réussis | 5                | @ Raptors de Toronto    | 13 décembre 2013 |          |                           |               |
| Paniers à 3 points tentés  | 10               | Bulls de Chicago        | 7 novembre 2014  | 1        | 2 fois                    |               |
| Lancers francs réussis     | 9                | 2 fois                  |                  | 2        | 2 fois                    |               |
| Lancers francs tentés      | 13               | 2 fois                  |                  | 2        | 2 fois                    |               |
| Rebonds offensifs          | 5                | Rockets de Houston      | 13 novembre 2013 | 1        | @ Spurs de San Antonio    | 21 mai 2013   |
| Rebonds défensifs          | 9                | Clippers de Los Angeles | 9 décembre 2013  | 2        | Clippers de Los Angeles   | 27 avril 2013 |
| Rebonds totaux             | 10               | 2 fois                  |                  | 2        | Clippers de Los Angeles   | 27 avril 2013 |
| Passes décisives           | 11               | Rockets de Houston      | 13 novembre 2013 | 1        | 2 fois                    |               |
| Interceptions              | 5                | 4 fois                  |                  | 1        | @ Thunder d'Oklahoma City | 7 mai 2013    |
| Contres                    | 2                | 4 fois                  |                  |          |                           |               |
| Balles perdues             | 8                | 2 fois                  |                  | 1        | 2 fois                    |               |
| Minutes jouées             | 43               | Bulls de Chicago        | 19 mars 2014     | 6        | @ Thunder d'Oklahoma City | 7 mai 2013    |

- Double-double : 1 (au 14/11/2014).
- Triple-double : 1

## Records en match
Les records personnels de Tony Wroten, officiellement recensés par la D-League sont les suivants :
| Type statistique            | Saison régulière | Saison régulière           | Saison régulière |
| Type statistique            | Record           | Adversaire                 | Date             |
| --------------------------- | ---------------- | -------------------------- | ---------------- |
| Points en un match          | 30               | Charge de Canton           | 6 avril 2013     |
| Paniers marqués en un match | 11               | Charge de Canton           | 6 avril 2013     |
| Paniers tentés en un match  | 25               | Charge de Canton           | 6 avril 2013     |
| Paniers à 3 points réussis  | 4                | 2 fois                     |                  |
| Paniers à 3 points tentés   | 11               | @ Stampede de l'Idaho      | 12 janvier 2013  |
| Lancers francs réussis      | 9                | Warriors de Santa Cruz     | 2 décembre 2012  |
| Lancers francs tentés       | 18               | Warriors de Santa Cruz     | 2 décembre 2012  |
| Rebonds offensifs           | 4                | @ D-Fenders de Los Angeles | 13 décembre 2012 |
| Rebonds défensifs           | 3                | 2 fois                     |                  |
| Rebonds totaux              | 6                | @ D-Fenders de Los Angeles | 13 décembre 2013 |
| Passes décisives            | 8                | Charge de Canton           | 6 avril 2013     |
| Interceptions               | 3                | 2 fois                     |                  |
| Contres                     | 1                | 2 fois                     |                  |
| Balles perdues              | 4                | 3 fois                     |                  |
| Minutes jouées              | 37               | Charge de Canton           | 6 avril 2013     |

- Double-double : aucun (au 06/04/2013).
- Triple-double : 1 (au 22/02/2021)